# Meester van de Londense Wavrin

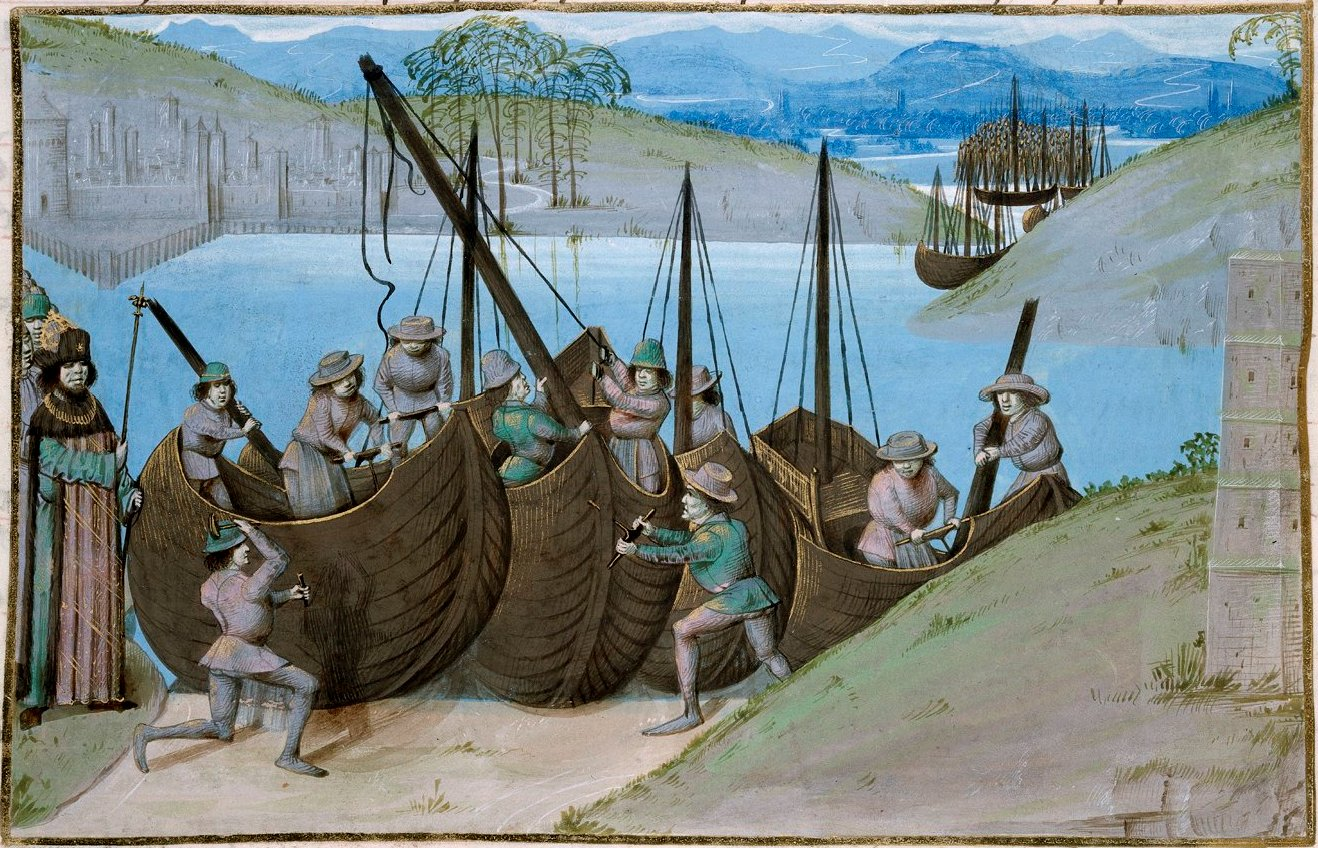
Scheepsbouw in de 15e eeuw, Jean Wavrin, Anciennes et nouvelles chroniques d'Angleterre, volume 1; British Library Royal MS 15 E IV, fol. 57v.

De Meester van de Londense Wavrin is de noodnaam van een Vlaams miniaturist die werkzaam was in Brugge tussen 1470 en 1485. Hij kreeg zijn naam naar het exemplaar van de Chronique d’Angleterre (Recueil des croniques et anciennes istoires de la Grant Bretaigne) van Jean de Wavrin die hij verluchtte en die nu wordt bewaard in de British Library in Londen als Royal 15 E IV.

## Biografische elementen
Hij kreeg zijn noodnaam in 2003 van de Amerikaanse kunsthistoricus Scott McKendrick op basis van de miniaturen die hij schilderde in een handschrift met een kopie van de Kroniek van Engeland, op basis van stijlelementen die vrij specifiek waren voor deze meester. Die stijl suggereert dat hij een volger of assistent was van de Meester van Antoon van Bourgondië. In de periode dat hij aan de Chronique d’Angleterre werkte (1475), schilderde hij drie miniaturen in een manuscript van de Histoire de la Toison d’Or van Willem Fillastre de Jonge (Österreichiss Staatsarchiv, Archiv des Ordens vom Goldnen Vlies, Ms. 1). We kunnen hem dus identificeren als een van de kunstenaars die door Fiedrich Winkler (1925) en later door Georges Dogaer (1987) werden gegroepeerd als de Meesters van het Gulden Vlies. Deze groepering was gebaseerd op gebruik van de composities in het Weense manuscript in twee andere handschriften met de tekst van Fillastre. Het is vrij waarschijnlijk dat het ontwerp van deze miniaturen van de hand van de Meester van de Londense Wavrin was. De meester was ook de ontwerper van een handschrift met de vertaling van Caesar door Jan Du Quesne in 1373-1374 voor Karel de Stoute. De meester werkte ook mee aan de Londense Kroniek van Froissart (British Library, Royal Ms; 14 D.vi) aan de Régime de Santé van Aldobrandinus van Siena (Biblioteca de Ajuda, 52-XIII-26 in Lissabon) en aan de Trésor des Histoires (British Library Cotton, Augustus A V). Dit manuscript maakte hij in samenwerking met de Meester van de Getty Froissart, waarmee hij blijkbaar op regelmatige basis samenwerkte.
Alle handschriften waar de meester aan meewerkte zijn seculiere boeken, meestal met een historisch onderwerp.

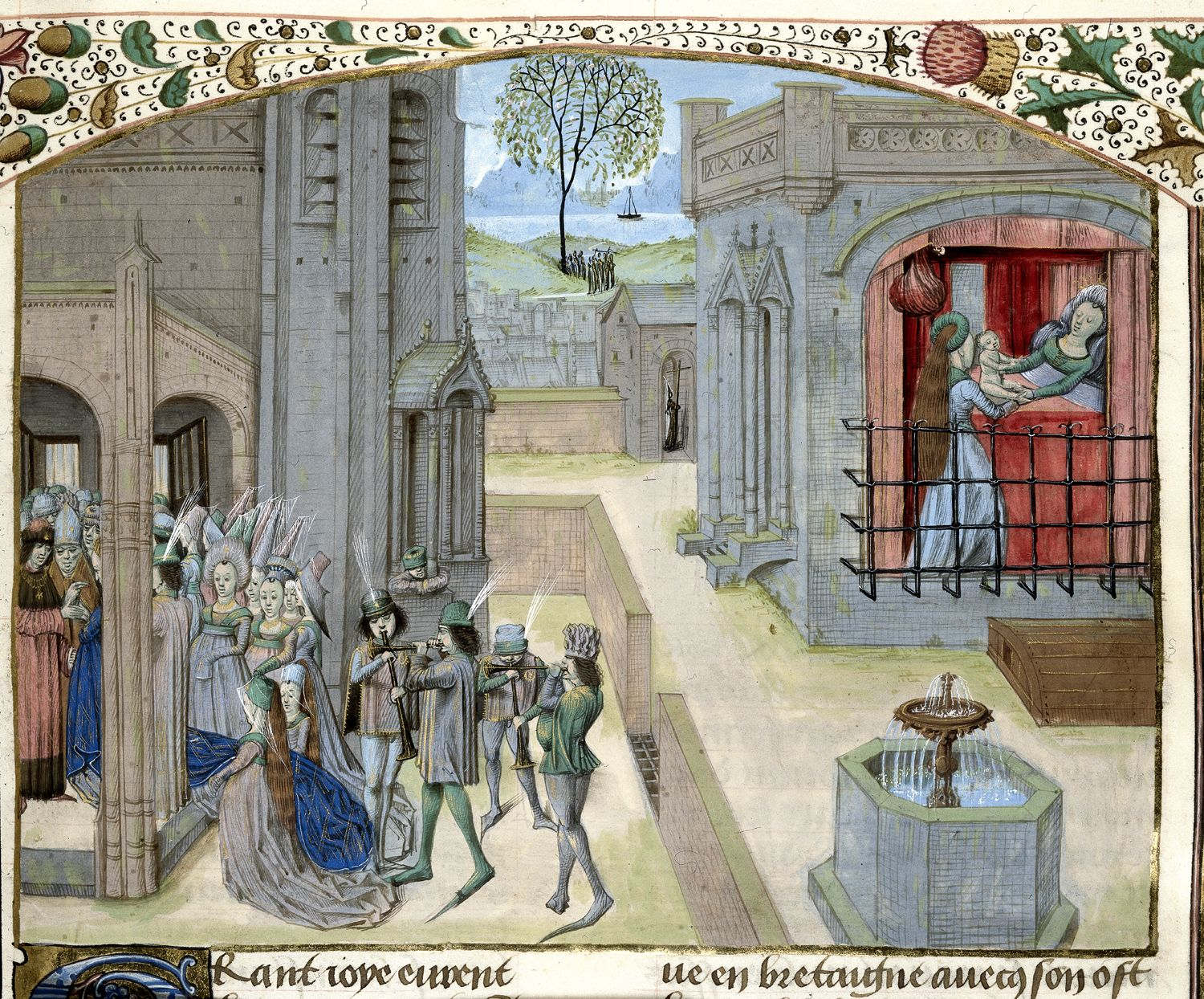
Anciennes et nouvelles chroniques d'Angleterre, volume 1, f73r, Het huwelijk van Constans en Helena en de geboorte van Constantijn

## Stijlkenmerken
De 29 miniaturen die hij schilderde in de Recueil des croniques et anciennes istoires de la Grant Bretaigne zijn van een hoogstaande artistieke kwaliteit. Ze zijn van uitzonderlijk fris en klaar en geven de atmosfeer en de landschappen fris en poëtisch weer. Kleding en architectuur geven de eigentijdse atmosfeer perfect weer en de landschappen zijn een geïdealiseerde weergave van de natuur. Zijn lineaire, precieze vormtaal wordt verzacht door het lichtspel op zijn figuren en landschappen. Zijn palet is licht met violet, leiblauw, lichtgroen en roze aangevuld met donkerbruin en zwart voor de donkere partijen en grote structuren zoals schepen. Hij tekent hoge horizonten en de bergen in de achtergrond zijn hier en daar besneeuwd.

## Werken
- Chronique d’Angleterre (Recueil des croniques et anciennes istoires de la Grant Bretaigne) van Jean de Wavrin British Library in Londen, Royal 15 E IV
- Histoire de la Toison d’Or van Guillaume Fillastre (Österreichisches Staatsarchiv, Archiv des Ordens vom Goldnen Vlies, Ms. 1)
- Caesar door Jan Du Quesne in 1373-1374 voor Karel de Stoute, ca. 1473-1477, British Library, 16 G VIII
- Trésor des histoires, tussen 1475 en 1480, in samenwerking met de Meester van de Getty Froissart en een volger van Loyset Liédet, British Library, Londen, Cotton, Augustus A V
- Kroniek van Froissart boek 3, in samenwerking met de Meester van de Soane Josephus, de Meester van Edward IV, de Meester van de Getty Froissart en de Meester van de Kopenhaagse Caesar, ca.1480, J. Paul Getty Museum, Los Angeles, Ms.Ludwig XIII 7
- Régime de Santé van Aldobrandinus van Siena, Biblioteca de Ajuda, 52-XIII-26 in Lissabon